# Kerstin Svedberg
Kerstin Anna Margareta Svedberg, född 10 januari 1942 i Katarina församling, Stockholm, är en svensk skådespelare och teaterregissör.

## Biografi
Svedberg studerade vid Statens scenskola i Malmö åren 1967–1970. Hon tillhörde Östgötateatern från 1973 till 2002, den första tiden som skådespelare. Hennes regidebut kom 1980 med pjäsen Penelopes väv, och mellan 1980 och 1985 dubblerade hon som regissör och skådespelare. Därefter regisserade hon enbart fram till 1997, då hon återupptog skådespeleriet och därmed åter fick dubbla roller. De flesta av de pjäser som Svedberg har regisserat har kvinnor i centrum, såsom Federico García Lorcas Bernardas hus, Louise Pages En riktig kvinna och en uppsättning av Anne Frank.
Svedberg medverkade 1979 i filmen I frid och värdighet i regi av Gun Jönsson.

## Teater

### Roller (ej komplett)
| År   | Roll               | Produktion                                                                                 | Regi                 | Teater                           |
| ---- | ------------------ | ------------------------------------------------------------------------------------------ | -------------------- | -------------------------------- |
| 1971 |                    | Sagan om Lättja Barbro Rask                                                                | Anders Frambäck      | Riksteatern                      |
| 1973 |                    | Husvagn att hyra Peter Terson                                                              | Kerttu Thorén        | Norrköping-Linköping stadsteater |
| 1973 | Natalia Stepanovna | Ett frieri (Предложение, Predloženie) Anton Tjechov                                        | Torsten Sjöholm      | Norrköping-Linköping stadsteater |
| 1974 |                    | Liten Karin Reidar Jönsson, Birgit Hageby och Hawkey Franzén                               | Reidar Jönsson       | Norrköping-Linköping stadsteater |
| 1974 | Henriette          | Drottningens juvelsmycke Carl Jonas Love Almqvist                                          | Torsten Sjöholm      | Norrköping-Linköping stadsteater |
| 1975 |                    | Afrika talar Okot p'Bitek                                                                  | Kerttu Thorén        | Norrköping-Linköping stadsteater |
| 1975 | Nora               | Göta Kanal Lars Gerhard Norberg, Bertil Norström och Jan-Olof Lindstedt                    | Lars Gerhard Norberg | Norrköping-Linköping stadsteater |
| 1975 | Kusinen            | Leka med elden August Strindberg                                                           | Brigitte Ornstein    | Norrköping-Linköping stadsteater |
| 1975 |                    | Predikare-Lena Tore Zetterholm                                                             | Lars Gerhard Norberg | Norrköping-Linköping stadsteater |
| 1976 |                    | Den röda draken (The Tale Of the Red Dragon) Alfred Bradley                                | Margreth Weivers     | Norrköping-Linköping stadsteater |
| 1976 | Eva Jackson        | Gin och bitter lemon (Absurd Person Singular) Alan Ayckbourn                               | Torsten Sjöholm      | Norrköping-Linköping stadsteater |
| 1976 |                    | Den goda människan från Sezuan (Der gute Mensch von Sezuan) Bertolt Brecht och Paul Dessau | Lars Gerhard Norberg | Norrköping-Linköping stadsteater |
| 1977 |                    | Riter (Rites) Maureen Duffy                                                                | Gun Jönsson          | Norrköping-Linköping stadsteater |
| 1977 | Semele             | Backanterna (Βάκχαι, Bakchai) Euripides                                                    | Gun Jönsson          | Norrköping-Linköping stadsteater |
| 1977 | Elsa               | Söndagpromenaden Lars Forssell                                                             | Lars Gerhard Norberg | Norrköping-Linköping stadsteater |
| 2000 |                    | En uppstoppad hund Staffan Göthe                                                           | Claes Lundberg       | Östgötateatern                   |